# Andrej Leben
Andrej (Andreas) Leben, literarni zgodovinar, publicist in prevajalec, * 9. julij 1966, Pliberk/Koroška.

## Življenjepis
Gimnazijo je obiskoval v Velikovcu in leta 1985 maturiral. Na Univerzi na Dunaju je študiral slavistiko in etnologijo ter bil eno leto na izmenjavi na Univerzi v Ljubljani. Diplomiral je leta 1991 na temo sodobne slovenske literature na Koroškem. Nadaljeval je s podiplomskim študijem in bil na izmenjavi na Karlovi univerzi v Pragi. Ukvarjal se je s kratko prozo v slovenski in češki moderni in leta 1995 doktoriral. Leta 1999 je bil urednik celovškega tednika Slovenski vestnik. Od leta 1998 je predaval na Inštitutu za slavistiko Univerze na Dunaju, kjer je leta 2004 postal asistent za slovenščino. Leta 2010 je postal redni profesor za slovensko književnost in kulturologijo na Inštitutu za slavistiko Univerze v Gradcu.

## Delo
Ukvarja se predvsem s slovensko literaturo 20. stoletja ter z literaturo in kulturo koroških Slovencev. Projekt o slovenskem gledališkem življenju na Koroškem je zaključil z monografijo Med tradicijo in inovacijo: Sodobno slovensko gledališče na Koroškem (2003). Skupaj z Erwinom Köstlerjem se je v okviru projekta Literatura in odpor – odpor v literaturi posvetil pismenstvu in literaturi iz časa partizanskega odpora in o partizanskem odporu na Koroškem. Leta 2011 je izdal antologijo slovenske proze na avstrijskem Koroškem. Skupaj z Martino Orožen in Erichom Prunčem je leta 2014 izdal jubilejni zbornik ob 65-letnici koroškoslovenskega jezikoslovca Ludvika Karničarja. Od marca 2016 je vodja projekta Dvojezična literarna praksa na Koroškem po letu 1991.
Poleg tega raziskuje avtobiografije in avtobiografsko literaturo: Ukvarja se z opusom Lojzeta Kovačiča, o katerem je leta 2009 izdal zbornik Lojze Kovačič - Življenje in delo. (z Mileno Milevo Blažić in Gašperjem Troho). Prevaja iz slovenščine v nemščino, pripravil je bibliografski katalog literarnih prevodov iz slovenščine v nemščino za knjižne sejme v Frankfurtu (2006 in 2008) in Leipzigu (2007). Leta 2016 je bil glavni mentor za prevajanje iz slovenščine v nemščino na poletnem prevajalskem kolegiju na Premudi.

## Izbrana bibliografija
Monografije
- Vereinnahmt und ausgegrenzt: Die slowenische Gegenwartsliteratur in Kärnten. Klagenfurt/Celovec: Drava, 1994 (Dissertationen und Abhandlungen, 34). (COBISS)
- Ästhetizismus und Engagement. Die Kurzprosa der tschechischen und slowenischen Moderne. Wien: WUV-Universitätsverlag, 1997 (Dissertationen der Universität Wien, 28). (COBISS)
- Haiders Exerzierfeld: Kärntens SlowenInnen in der deutschen Volksgemeinschaft (soavtor). Dunaj: Promedia, 2002. (COBISS)
- V borbi smo bile enakopravne: uporniške ženske na Koroškem v letih 1939-1955. Celovec: Drava, 2003. (COBISS)
- Med tradicijo in inovacijo. Sodobno slovensko gledališče na Koroškem. Klagenfurt/Celovec: Drava, 2004. (COBISS)

Uredniško delo
- z Dušanom Nećakom et al.: Slovensko-avstrijski odnosi v 20. stoletju / Slowenisch-österreichische Beziehungen im 20. Jahrhundert. Ljubljana: Oddelek za zgodovino Filozofske fakultete, 2004. (Historia 8) (COBISS)

- Milka Hartman: Težka je moja misel od spominov. Ljubljana; Celovec; Dunaj: Mohorjeva družba, 2007 (Ellerjeva edicija, 33). (COBISS)
- z Mileno Milevo Blažić in Gašperjem Troho: Lojze Kovačič. Življenje in delo. Ljubljana: Študentska založba, 2009. (COBISS)
- z Alenko Koron: Avtobiografski diskurz. Teorija in praksa avtobiografije v literarni vedi. Ljubljana: Založba ZRC, ZRC SAZU, 2011. (Studia litteraria) (COBISS)
- Zgodbe iz maTjaževe dežele. Antologija slovenske proze na avstrijskem Koroškem. Ljubljana: Študentska založba, 2011. (COBISS)
- z Ludvikom Karničarjem: Slowenen und Graz - Gradec in Slovenci. Monographie zur internationalen Tagung vom 27. II. bis 1. III. 2014 am Institut für Slawistik der Karl-Franzens-Universität Graz. Graz: Institut für Slawistik der Karl-Franzens-Universität Graz, 2014. (COBISS)
- z Martino Orožen und Erichom Prunčem: Beiträge zur interdisziplinären Slowenistik. Festschrift für Ludwig Karničar zum 65. Geburtstag. Graz: Leykam, 2014 (COBISS)
- z Elisabeth Arlt und Andreasom Stanglom: 3 Wege / poti / percorsi. Ernst Goll - Carlo Michelstaedter - Srečko Kosovel. Graz: Artikel-VII-Kulturverein für Steiermark, 2016. (Wissenschaftliche Schriftenreihe des Pavelhauses 17)

Prevodi
- Kajetan Kovič: Professor der Phantasie : Eine Geschichte aus Laibach. Celovec: Mohorjeva družba, 1998. (COBISS)
- Suzana Tratnik: Unterm Strich: Erzählungen aus Slowenien. Wien: Milena Verlag, 2002. (COBISS)
- Brane Mozetič: Schattenengel. Wien: Passagen, 2004. (COBISS)
- Suzana Tratnik: Mein name ist Damian. Wien: Milena Verlag, 2005. (COBISS)
- Helga Pankratz: Amore? (in druge zgodbe). Ljubljana: Center za slovensko književnost, 2005. (COBISS)
- Brane Mozetič: Die verlorene Geschichte. Klagenfurt: Sisyphus, 2006. (COBISS)
- Brane Mozetič: Schmetterlinge. Klagenfurt: Sisyphus, 2008. (COBISS)
- Suzana Tratnik: Farbfernsehen und sterben. Wien: Zaglossus, 2011. (COBISS)
- Brane Mozetič: Banalien. Gedichte II. Hamburg: Männerschwarm, 2016. (COBISS)